# أسبغورن أندرسن
أسبغورن أندرسن (بالدنماركية: Asbjørn Andersen)‏ هو مخرج وممثل دنماركي، ولد في 30 أغسطس 1903 في كوبنهاغن في الدنمارك، وتوفي في 10 ديسمبر 1978 في سيلكيبورج في الدنمارك.

## وصلات خارجية
- أسبغورن أندرسن على موقع IMDb (الإنجليزية)
- أسبغورن أندرسن على موقع ألو سيني (الفرنسية)
- أسبغورن أندرسن على موقع ميوزك برينز (الإنجليزية)
- أسبغورن أندرسن على موقع قاعدة بيانات الأفلام السويدية (السويدية)
- أسبغورن أندرسن على موقع ديسكوغز (الإنجليزية)
- أسبغورن أندرسن على موقع قاعدة بيانات الفيلم (الإنجليزية)
- أسبغورن أندرسن على موقع كينوبويسك (الروسية)